# Loxosceles conococha
Espèce
Loxosceles conococha est une espèce d'araignées aranéomorphes de la famille des Sicariidae.

## Distribution
Cette espèce est endémique de la région d'Ancash au Pérou,.

## Description
Le mâle holotype mesure 10,5 mm et la femelle 10 mm.

## Étymologie
Son nom d'espèce lui a été donné en référence au lieu de sa découverte, Conococha.

## Publication originale
- Gertsch, 1967 : The spider genus Loxosceles in South America (Araneae, Scytodidae). Bulletin of the American Museum of Natural History, vol. 136, no 3, p. 117-174 (texte intégral).